# ام‌جی موتور
ام‌جی موتور (انگلیسی: MG Motor) شرکت خودروسازی بریتانیایی است، که در سال ۲۰۰۶ تأسیس شد و شرکت تابعه‌ای از سایک موتور است.